# 武藤愛美
武藤 愛美（むとう えみ、1984年7月30日 - ）は、日本のタレント・モデル。岐阜県大垣市出身。血液型O型。奈良女子大学理学部数学科在学中。事務所には所属せず、フリーで活動中である。
2006年1月～6月、関西テレビ「トミーズのはらぺこ亭」に「街ぺこハンターGoo♡Goo」として準レギュラー出演。グルメレポーター活動中には、特技の「バルーンアート」「円周率50桁暗記」を披露した。

## タレント活動

### テレビ
- トミーズのはらぺこ亭　（関西テレビ）

### CM
- ちちんぷいぷい「イズミヤ」 （毎日放送）

## モデル活動
- Rising Sun
- 奈良情報誌ぱーぷる 表紙
- 第6期デジぱーガール （ぱーぷる）
- Love 奈良 Cafe
- 京ろまんグループ 着物モデル